# Filipijnse verkiezingen 1922
Op 4 juni 1922 werden de Filipijnse verkiezingen 1922 georganiseerd. De Filipijnse stemgerechtigden kozen op deze dag zowel op landelijk als op lokaal niveau nieuwe bestuurders. Landelijk werden de leden van de Filipijnse Senaat en het Filipijns Huis van Afgevaardigden gekozen. Naast deze landelijke verkiezingen werden ook op lokaal niveau verkiezingen gehouden voor gouverneur en vicegouverneur in de provincies en burgemeester en viceburgemeester in de steden en gemeenten.

## Uitslagen

### Senaat
| District     | Senator | Senator                 | Partij                               |
| ------------ | ------- | ----------------------- | ------------------------------------ |
| 1e district  |         | Santiago Fonacier       | Partido Nacionalista Colectivista    |
| 1e district  |         | Isabelo de los Reyes    | Partido Nacionalista Colectivista    |
| 2e district  |         | Alejo Mabanag           | Partido Nacionalista Colectivista    |
| 2e district  |         | Camilo O. Osias         | Partido Nacionalista Colectivista    |
| 3e district  |         | Santiago Lucero         | Partido Nacionalista Colectivista    |
| 3e district  |         | Teodoro Sandiko         | Partido Nacionalista Colectivista    |
| 4e district  |         | Pedro Guevara           | Partido Nacionalista Colectivista    |
| 4e district  |         | Emiliano Tria Tirona    | Partido Democrata                    |
| 5e district  |         | Antero Soriano          | Partido Nacionalista Colectivista    |
| 5e district  |         | Manuel L. Quezon        | Partido Nacionalista Colectivista    |
| 6e district  |         | Juan B. Alegre          | Partido Nacionalista Colectivista    |
| 6e district  |         | Vicente de Vera         | Partido Nacionalista Unipersonalista |
| 7e district  |         | Jose Maria Arroyo       | Partido Nacionalista Colectivista    |
| 7e district  |         | Jose Hontiveros         | Partido Nacionalista Colectivista    |
| 8e district  |         | Espiridion Guanco       | Partido Nacionalista Colectivista    |
| 8e district  |         | Hermenegildo Villanueva | Partido Nacionalista Colectivista    |
| 9e district  |         | Francisco Enage         | Partido Nacionalista Colectivista    |
| 9e district  |         | Tomas Gomez             | Partido Nacionalista Colectivista    |
| 10e district |         | Celestino Rodriguez     | Partido Nacionalista Colectivista    |
| 10e district |         | Sergio Osmeña           | Partido Nacionalista Unipersonalista |
| 11e district |         | Jose A. Clarin          | Partido Nacionalista Colectivista    |
| 11e district |         | Francisco Soriano       | Partido Nacionalista Colectivista    |
| 12e district |         | Hadji Butu              | Partido Nacionalista Colectivista    |
| 12e district |         | Teofisto Guingona       | Partido Nacionalista Colectivista    |

## Huis van Afgevaardigden
| Provincie         | District | Afgevaardigde           |
| ----------------- | -------- | ----------------------- |
| Albay             | 1e       | Domingo Diaz            |
| Albay             | 2e       | Mariano Locsin          |
| Albay             | 3e       | Ceferino Villareal      |
| Ambos Camarines   | 1e       | Silverio Cecilio        |
| Ambos Camarines   | 2e       | Julian Ocampo           |
| Ambos Camarines   | 3e       | Jose Fuentebella        |
| Antique           |          | Angel Salazar           |
| Bataan            |          | Pablo Tecson            |
| Batanes           |          | Vicente Barsana         |
| Batangas          | 1e       | Galicano Apacible       |
| Batangas          | 2e       | Marcelo Caringal        |
| Batangas          | 3e       | Claro Recto             |
| Bohol             | 1e       | Candelario Borja        |
| Bohol             | 2e       | Olegario Clarin         |
| Bohol             | 3e       | Juan Virtudes           |
| Bulacan           | 1e       | Ambrosio Santos         |
| Bulacan           | 2e       | Ceferino de Leon        |
| Cagayan           | 1e       | Cresencio Marasigan     |
| Cagayan           | 2e       | Juan Quintos            |
| Capiz             | 1e       | Rafael Acuña            |
| Capiz             | 2e       | Emilio Acevedo          |
| Capiz             | 3e       | Jose Tirol              |
| Cavite            |          | Florentino Joya         |
| Cebu              | 1e       | Gervacio Padilla        |
| Cebu              | 2e       | Sergio Osmeña           |
| Cebu              | 3e       | Filemon Sotto           |
| Cebu              | 4e       | Alejandro Ruiz          |
| Cebu              | 5e       | Mariano Cuenco          |
| Cebu              | 6e       | Vicente Lozada          |
| Cebu              | 7e       | Tomas Alonzo            |
| Ilocos Norte      | 1e       | Irineo Ranjo            |
| Ilocos Norte      | 2e       | Roman Campos            |
| Ilocos Sur        | 1e       | Vicente Singson Pablo   |
| Ilocos Sur        | 2e       | Lupo Biteng             |
| Iloilo            | 1e       | Francisco Villanueva    |
| Iloilo            | 2e       | Perfecto Salas          |
| Iloilo            | 3e       | Ernesto Gustilo         |
| Iloilo            | 4e       | Tiburcio Lutero         |
| Iloilo            | 5e       | Cirilo Mapa             |
| Isabela           |          | Eliseo Claravall        |
| La Union          | 1e       | Joaquin Luna            |
| La Union          | 2e       | Florencio Baltazar      |
| Laguna            | 1e       | Servillano Platon       |
| Laguna            | 2e       | Pedro Guevara           |
| Leyte             | 1e       | Estanislao Granados     |
| Leyte             | 2e       | Dalmacio Costas         |
| Leyte             | 3e       | Miguel Hernandez        |
| Leyte             | 4e       | Francisco Enage         |
| Manilla           | 1e       | Isidoro de Santos       |
| Manilla           | 2e       | Luciano de la Rosa      |
| Mindoro           |          | Mariano Leuterio        |
| Misamis           | 1e       | Leon Borromeo           |
| Misamis           | 2e       | Nicolas Capistrano      |
| Negros Occidental | 1e       | Melecio Severino        |
| Negros Occidental | 2e       | Rafael Alunan           |
| Negros Occidental | 3e       | Gil Montilla            |
| Negros Oriental   | 1e       | Jose Lopez Villanueva   |
| Negros Oriental   | 2e       | Leopoldo Rovira         |
| Nueva Ecija       |          | Lucio Gonzales          |
| Palawan           |          | Manuel Sandoval         |
| Pampanga          | 1e       | Eduardo Gutierrez David |
| Pampanga          | 2e       | Andres Luciano          |
| Pangasinan        | 1e       | Vicente Solis           |
| Pangasinan        | 2e       | Rodrigo D. Pérez        |
| Pangasinan        | 3e       | Rufo Cruz               |
| Pangasinan        | 4e       | Pedro Maria Sison       |
| Pangasinan        | 5e       | Hugo Sansano            |
| Rizal             | 1e       | Arsenio Cruz Herrera    |
| Rizal             | 2e       | Sixto de los Santos     |
| Samar             | 1e       | Tomas Gomez             |
| Samar             | 2e       | Jose Sabarre            |
| Samar             | 3e       | Mariano Alde            |
| Sorsogon          | 1e       | Leoncio Grajo           |
| Sorsogon          | 2e       | Jose Zurbito            |
| Surigao           |          | Inocencio Cortez        |
| Tarlac            | 1e       | Luis Morales            |
| Tarlac            | 2e       | Jose Espinosa           |
| Tayabas           | 1e       | Filemon Perez           |
| Tayabas           | 2e       | Bernardo del Mundo      |
| Zambales          |          | Gabriel Alba            |